# Trachelyopterichthys
Trachelyopterichthys — рід підродини Auchenipterinae родини Auchenipteridae ряду сомоподібних. Має 2 види. Їх біологія відома замало.

## Опис
Загальна довжина представників цього роду досягає 14-15 см. Голова невеличка. Очі маленькі. Рот широкий, з 3 короткими вусиками навколо рота. Тулуб витягнуте, сплощено з боків. Спинний плавець високий, з гострим шипом, основа дуже коротка. Грудні та черевні плавці невеличкі. Жировий плавець відсутній. У самців перший промінь анального плавця перетворено у статевий орган.
Забарвлення оливкове або коричневе зі 3—4 смужками або зигзаговими тоненькими лініями у передній частині тіла.

## Спосіб життя
Віддають перевагу великим водоймам. Активні вночі та присмерку. Вдень ховоються серед корчів. Є хижими рибами. Живляться невеличкими рибами, водними безхребетними.

## Розповсюдження
Поширені в басейні річок Амазонка і Оріноко.

## Види
- Trachelyopterichthys anduzei
- Trachelyopterichthys taeniatus

## Тримання в акваріумі
Годиться акваріум від 100—150 літрів. На дно насипають суміш середнього і крупного піску темних тонів, оформляють великими корчами, під якими в денний час соми будуть відсиджуватися. Рослини не обов'язкові. Мирні, але дрібних риб із задоволенням з'їдять. Утримувати можна групою або поодинці. Не люблять яскраве світло. Живляться живими кормами, замінниками (фарш з морепродуктів). З технічних засобів знадобиться внутрішній фільтр середній потужності. Компресор. Температура тримання повинна становити 20—25 °C.